# Smordva, Mlîniv
Smordva (în ucraineană Смордва) este localitatea de reședință a comunei Smordva din raionul Mlîniv, regiunea Rivne, Ucraina.

## Demografie
Componența lingvistică a localității Smordva
     Ucraineană (99,15%)
     Alte limbi (0,85%)
Conform recensământului din 2001, majoritatea populației localității Smordva era vorbitoare de ucraineană (99,15%), existând în minoritate și vorbitori de alte limbi.